# Odontostomidae
Odontostomidae zijn een familie van weekdieren uit de klasse van de Gastropoda (slakken).

## Geslachten
- Bahiensis Jousseaume, 1877
- Cyclodontina Beck, 1837
- Odontostomus Beck, 1837
- Plagiodontes Doering, 1877